# 耶律买住
耶律买住（?—?），元朝契丹人，耶律禿花之次子。
其兄耶律朱哥征四川，在军中去世。耶律朱哥之子耶律宝童，因病不能任事，买住于是袭位，担任太傅。1258年，跟随蒙哥攻打南宋四川，献计先攻打成都以略定四川下流诸城。于是率军攻打成都。至元七年（1270年）五月，率军攻打嘉定府（今四川省乐山市），没有攻克就去世。其子耶律忽林带袭位，总诸军，立成都府，在军中去世。耶律百家奴，忽林带死后，忽林带之兄百家奴袭位。自朱哥至百家奴，全都袭太傅、总领也可那延。另有子耶律秃满答儿。